# Nodo molecolare

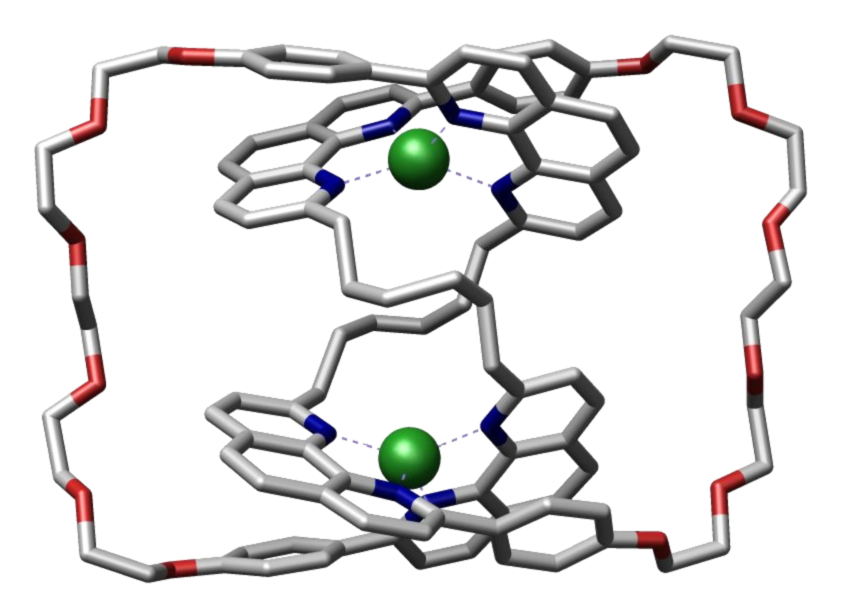
Struttura cristallina di un nodo molecolare a trifoglio con due ioni di rame(I) legati all'interno di esso riportata da Jean Pierre Sauvage e colleghi in Recl. Trav. Chim. Pay. B., 1993, 427-428.

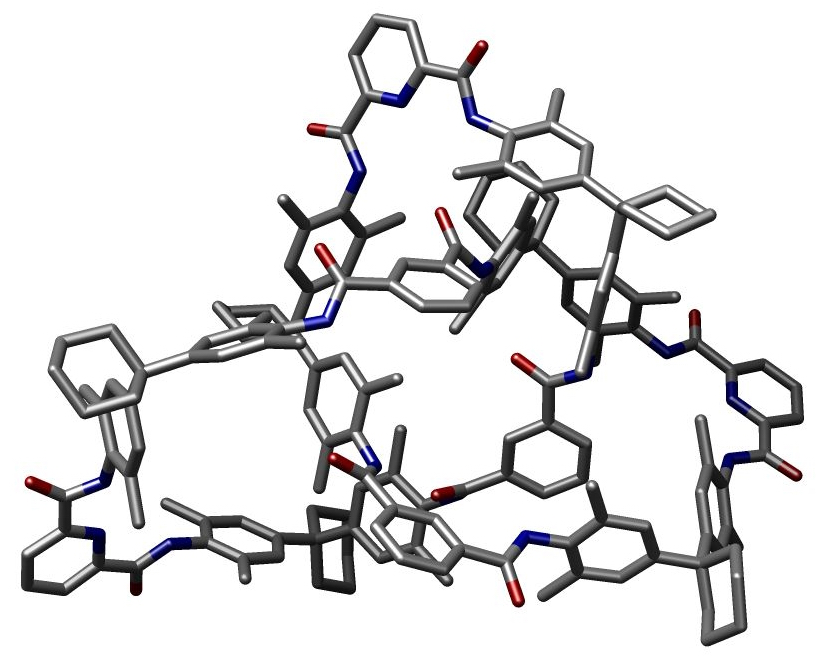
Struttura cristallina di un nodo molecolare a trifoglio riportata da Vögtle e colleghi in Angew. Chem. Int. Edit., 2000, 1616-1618.

In chimica, un nodo molecolare, o knotano (dall'inglese knot, nodo), è un'architettura molecolare meccanicamente interconnessa che presenta analogia con un nodo macroscopico. Un nodo molecolare in una configurazione di nodo a trifoglio è chirale, possedendo almeno due enantiomeri.

## Nome
I nodi molecolari sono chiamati anche "knotani" da alcuni chimici, un termine coniato da Fritz Vögtle et al. in Angewandte Chemie International Edition nel 2000 per analogia con rotaxano e catenano. Il termine tuttavia non è stato ancora adottato dalla IUPAC.
Secondo la teoria esistono sei miliardi di tipi di nodi diversi.

## Nodi molecolari in natura
Esempi di knotani esistenti in natura sono rappresentati dal DNA e da certe proteine. La lattoferrina possiede un'insolita reattività biochimica in confronto al suo analogo lineare. Altri nodi molecolari di sintesi hanno una forma globulare distinta e dimensioni dell'ordine del nanometro che li rendono potenziali blocchi di costruzione in nanotecnologia.

## Nodi molecolari artificiali
Gli unici tipi di nodi creati artificialmente sono di 3 tipologie.:
- Trifoglio[3].
- Otto[3].
- Pentafoglio[3].

Il 13 gennaio 2017 viene pubblicato un articolo in cui David Leigh col suo gruppo di ricerca dell'Università di Manchester riescono a creare una struttura molecolare di 20 nanometri con il maggior numero di nodi mai creato artificialmente: 192 atomi disposti su 3 file che si incrociano 8 volte.

## Applicazioni pratiche
Lo studio di nodi molecolari può portare alla creazione di nuovi materiali più flessibili e più resistenti.